# 檢察院 (葡萄牙)
檢察院（葡萄牙語：Ministério Público）是葡萄牙國家司法體系中的一個機關，由檢察院司法官組成，負責「代表國家實行刑事訴訟、維護民主法治與法律訂定之利益」，由共和國總檢察長領導。
檢察院不屬葡萄牙政府部門。其權限由葡萄牙憲法及不成文法直接賦予。

## 檢察院司法官團
檢察院司法官團（magistratura do Ministério Público）獨立於法院司法官團（magistratura judicial）。檢察院司法官（magistrado do Ministério Público）與法院司法官（magistrado judicial）雖同為司法官，但互不干涉。檢察院司法官團既獨立於司法機關，也獨立於政治權力。檢察院司法官包括：
- 共和國總檢察長（Procurador-Geral da República）；
- 共和國副檢察長（Vice-Procurador-Geral da República）；
- 助理檢察長（Procuradores-Gerais Adjuntos）；
- 共和國檢察官（Procuradores da República）；
- 助理檢察官（Procuradores Adjuntos）。

## 共和國總檢察長
共和國總檢察長負責檢察院的總體方向，是唯一由政治權力委任的檢察院司法官，不須有擔任檢察院司法官的經歷，其餘檢察院司法官則均為職業司法官。共和國總檢察長由共和國總統在諮詢政府後委任，任期六年。
檢察院的最高機關為共和國總檢察長公署（Procuradoria-Geral da República），由共和國總檢察長主持。

## 外部連結
- Ministério Público de Portugal （页面存档备份，存于）